# Closterium didymotocum
Closterium didymotocum  là một loài Song tinh tảo trong họ Desmidiaceae, thuộc chi Closterium.